# Чугунов, Сергей Александрович (Герой Социалистического Труда)
Сергей Александрович Чугунов (5 сентября 1923 — 11 июля 2012) — участник Великой Отечественной войны, председатель колхоза «Заря коммунизма» Гусевского района Калининградской области. Герой Социалистического Труда (18.01.1958).

## Биография
Родился 5 сентября 1923 года в деревне Туличево ныне Комаричского района Брянской области в крестьянской семье. Русский.
После окончания 7 классов в 1940 году по комсомольской путёвке направлен на учёбу в школу фабрично-заводского обучения (ФЗО) № 4 города Москвы. В Великую Отечественную войну работал плотником в 8-м боеприпасном тресте в городе Челябинск.
С сентября 1941 года – в Красной армии. Участник Великой Отечественной войны. В 1942 году окончил Ярославское пулемётно-миномётное училище. В 1943 году вступил в ВКП(б)/КПСС. В 1944 году – командир миномётного взвода роты 82-миллиметровых миномётов 17-го гвардейского воздушно-десантного стрелкового полка 6-й гвардейской воздушно-десантной дивизии 7-й гвардейской армии 2-го Украинского фронта, гвардии лейтенант. Принимал участие в Кировоградской, Корсунь-Шевченковской, Уманско-Ботошанской, Ясско-Кишинёвской, Дебреценской, Будапештской и Братиславско-Брновской наступательных операциях. В октябре 1944 года был ранен и после излечения в госпитале в январе 1945 года демобилизован как инвалид Отечественной войны.
Демобилизовавшись из Красной армии, в 1945-1946 годах работал заведующим мобилизационным отделом Комаричского райисполкома Брянской области.
В сентябре 1946 года по переселению переехал в Калининградскую область. В 1946-1950 годах – рабочий совхоза «Гусевский» Гусевского района. В 1950-1956 годах находился на партийной работе.
С декабря 1956 по 1985 год – председатель колхоза «Заря коммунизма» Гусевского района Калининградской области.
Постоянными трудами колхозников производство молока росло день ото дня. Выросло дойное стадо. На полях давали хорошие картофель, зерновые, корнеплоды. Умелое руководство всеми подразделениями хозяйства приносило ощутимые результаты. В 1965 году возглавляемый им колхоз «Заря коммунизма» получил первую прибыль – 373 тысячи рублей.
Указом Президиума Верховного Совета СССР от 22 марта 1966 года за достигнутые успехи в развитии животноводства, увеличении производства и заготовок мяса, молока, яиц, шерсти и другой продукции Чугунову Сергею Александровичу присвоено звание Героя Социалистического Труда с вручением ордена Ленина и золотой медали «Серп и Молот».
В 1970-е годы колхоз стремительно развивался, а в 1973 году, когда объём производства в хозяйстве превысил миллион рублей, – получил право именоваться колхозом-миллионером. На миллионные доходы был построен новый посёлок с Домом Культуры, баней, магазином, стадионом. Назвали его, как и старый посёлок, Калининское. При нём была открыта так называемая «Чугуновская» школа.
С 1985 года – на пенсии.
Жил в посёлке Калининское Гусевского района. Умер 11 июля 2012 года.
Почётный гражданин муниципального образования «Гусевский район» (12.05.2004).

## Награды
- Золотая медаль «Серп и Молот» (22.03.1966)
- Орден Ленина (20.05.1952)
- Орден Отечественной войны I степени (01.08.1986)[2]
- Орден Отечественной войны II степени (22.11.1944)[3]
- Орден Красной Звезды (Красной Звезды)[4]
- Медаль «За отвагу»  (06.04.1944)[5]
- Медаль «В ознаменование 100-летия со дня рождения Владимира Ильича Ленина» (6 апреля 1970)
- Медаль «За победу над Германией в Великой Отечественной войне 1941—1945 гг.» (9 мая 1945[6])
- Медаль «За доблестный труд»
- Юбилейная медаль «Двадцать лет Победы в Великой Отечественной войне 1941—1945 гг.» (7 мая 1965[7])
- Юбилейная медаль «Тридцать лет Победы в Великой Отечественной войне 1941—1945 гг.»[8]
- Медаль «Сорок лет Победы в Великой Отечественной войне 1941-1945 гг.»[9]
- Медаль Жукова (1994)
- Юбилейная медаль «50 лет Победы в Великой Отечественной войне 1941—1945 гг.»[10]
- Юбилейная медаль «60 лет Победы в Великой Отечественной войне 1941—1945 гг.»
- Юбилейная медаль «65 лет Победы в Великой Отечественной войне 1941—1945 гг.»
- Медаль «Ветеран труда»
- Медаль «30 лет Советской Армии и Флота»[11]
- Юбилейная медаль «40 лет Вооружённых Сил СССР»[12]
- Юбилейная медаль «50 лет Вооружённых Сил СССР» (26 декабря 1967[13])
- Юбилейная медаль «60 лет Вооружённых Сил СССР» (28 января 1978[14])
- Юбилейная медаль «70 лет Вооружённых Сил СССР» (28 января 1988[15])
- Знак «Гвардия»
- Знак МО СССР «25 лет Победы в Великой Отечественной войне» (24 апреля 1970)

## Память
- На могиле установлен надгробный памятник.
- Его имя увековечено в Главном Храме Вооружённых сил России, и навсегда запечатлено на мемориале «Дорога памяти»
- В посёлке Калининское Гусевского района открыта, так называемая, «Чугуновская» школа[1].